# 印第安湖莊園 (佛羅里達州)
印第安湖莊園（英語：Indian Lake Estates）是位於美國佛羅里達州波爾克縣的一個非建制地區。該地的面積和人口皆未知。

## 地理
印第安湖莊園的座標為27°48′50″N 81°22′42″W / 27.81389°N 81.37833°W，而該地的平均海拔高度為21米（即69英尺）。